# Португальсько-бразильське вторгнення в Східну смугу (1816—1820)

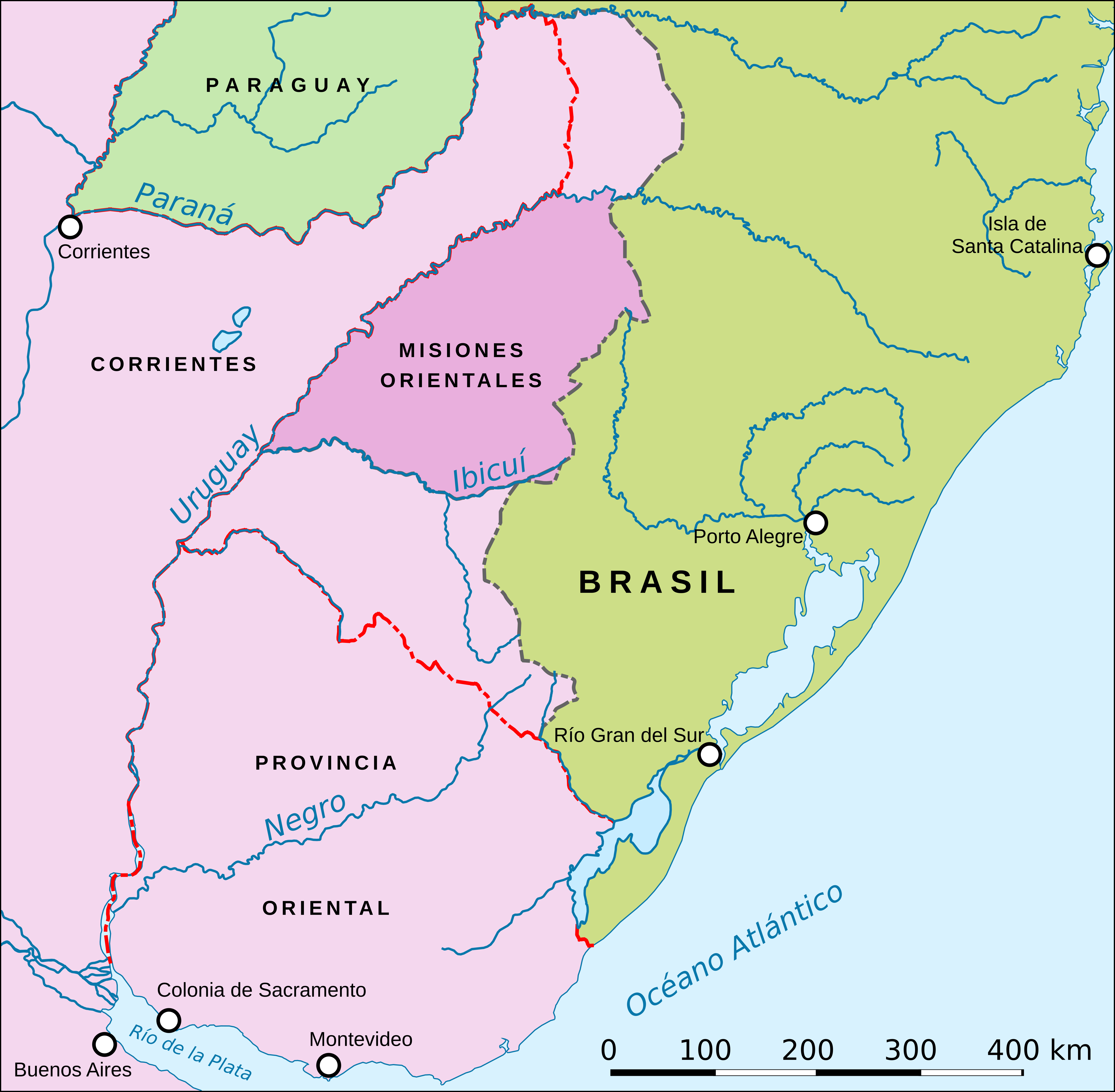
Територія, на якій велися бойові дії

Португальсько-бразильське вторгнення (ісп. Invasión luso-brasileña) або Війна проти Артігаса (порт. Guerra contra Artigas) — бойові дії на території сучасної держави Уругвай і прилеглих землях, що відбувалися у 1816—1820 роках. Учасниками були Сполучене королівство Португалії, Бразилії і Алгарве з одного боку, і сили колишніх іспанських колоній у Південній Америці — з іншого.

## Передісторія
Тордесільяський договір надав Португалії право на території в Південній Америці. Оскільки на місцевості важко було визначити, де саме проходить визначена договором лінія розмежування між португальськими та іспанськими володіннями, то португальці селилися і на захід від відведеної їм договором зони, що призвело до суперечок з Іспанією щодо ряду територій. Однією з таких зон став район між річкою Уругвай і Атлантичним океаном (т. зв. «Східна смуга»), де португальці 1680 року заснували Колонію-дель-Сакраменто. Для захисту своїх володінь у цьому регіоні Іспанія 1751 року заснувала губернаторство Монтевідео, а 1777 року підписано договір у Сан-Ільдефонсо, який закріплював Східну смугу за Іспанією.
1801 року за умовами Бадахоського договору Португалія отримала Східні місії. Втеча 1807 року португальської королівської сім'ї в Бразилію під час наполеонівських воєн підштовхнула португальський експансіонізм у бік Ла-Плати. Коли 1810 року Наполеон змусив іспанську королівську сім'ю зректися престолу, у португальців виник амбітний план: замість того, щоб претендувати тільки на східну смугу, вони запропонували віцекоролівству Ріо-де-ла-Плата визнати своїм монархом іспанську інфанту Карлоту, дружину спадкоємця португальського престолу Жуана. Однак цей план провалився.
Травнева революція 1810 року призвела до усунення від влади іспанського віцекороля Ріо-де-ла-Плати, віцекоролівство перетворили на Об'єднані провінції Ріо-де-ла-Плати. Скориставшись ситуацією, португальці в 1811-12 роках зробили спробу окупувати Східну смугу, однак завдяки британському посередництву 26 травня 1812 року було підписано договір Еррера — Рейдмейкера. Відповідно до третьої статті договору, португальські війська повинні були покинути «іспанську територію».
Прийшовши до влади у жовтні 1812 року, Другий тріумвірат скликав у січні 1813 року «Асамблею 13-го року», яка мала проголосити незалежність від Іспанії і визначити державний устрій нової країни. Представники Східної смуги, лідером яких був Хосе Хервасио Артігас, зажадали виділення Східної смуги в окрему провінцію. 7 березня 1814 року Верховний директор Об'єднаних провінцій Хервасіо Антоніо де Посадас, законодавчо оформляючи фактичне становище, видав декрет про створення Східної провінції. 29 червня 1815 року на Східному конгресі в Консепсьйон-дель-Уругваї утворено Федеральну Лігу, яка оголосила своєю метою перетворення Об'єднаних провінцій Ріо-де-ла-Плати на конфедеративну республіку на зразок Сполучених Штатів Америки. У вересні 1815 року Артігас прийняв у Східній провінції новий земельний закон, що дозволяв конфісковувати землі «ворогів революції».
Переїзд до Америки змінив погляди португальського двору на світ, і ще в 1815 році королівство Португалія було перетворено на Сполучене королівство Португалії, Бразилії і Алгарве. Бразилія з колонії стала складовою частиною королівства, і майбутній король (а поки — регент) Жуан VI знову став розглядати можливість зсуву її південного кордону до Ла-Плати. Східна провінція під управлінням Артігаса сприймалася як небезпечний центр радикалізму, а іспанські роялісти, які втекли звідти в Бразилію, просили португальського короля про інтервенцію (сподіваючись на подальше повернення цих земель під владу іспанської корони).
Питання полягало в тому, як відреагує на португальську інтервенцію центральний уряд у Буенос-Айресі — Жуана зовсім не приваблювала перспектива в обмін на приєднання Східної провінції отримати війну з усіма провінціями Ріо-де-ла-Плати. Однак у зв'язку з тим, що у Об'єднаних провінціях вибухнула громадянська війна між «унітаристами», які підтримували центральний уряд, і «федералістами», згуртованими навколо Артігаса, і з тим, що «унітаристи» явно були не здатні покінчити з «федералістами» своїми силами, у португальців склалося враження, що Буенос-Айрес прихильно поставиться до іноземного сприяння в боротьбі з Артігасом.
До інтервенції в Східну провінцію Португалія почала готуватися з середини 1815 року. Було підготовлено армію з 10-12 тисяч осіб, ветеранів наполеонівських воєн, на чолі армії поставлено Карлоса Федеріко Лекора. Початковий план передбачав удар з території Східних місій в Аргентинське Межиріччя і подальший рух на південь правим берегом річки Уругвай, щоб замкнути сили Артігаса в Східній смузі, а потім знищити їх; стосовно центрального уряду в Буенос-Айресі передбачалося дотримуватися строгого нейтралітету. Потім Лекор вирішив обрати план з нанесенням основного удару вздовж узбережжя, оскільки при цьому його лівий фланг був би прикритий флотом, і йому б довелося прикривати комунікації тільки з одного боку.
Артігас отримав інформацію про підготовку португальського вторгнення в першій половині січня 1816 року, і почав підготовку до його відбиття. Йому вдалося зібрати 8-9 тисяч осіб, однак це була переважно озброєна міліція зі слабкою бойовою підготовкою. План війни зводився до того, щоб намагатися активними діями на півночі перенести війну на територію Бразилії і перерізати комунікації португальського експедиційного корпусу; на півдні передбачалося дотримуватися тактики еластичної оборони.

## Хід подій

### 1816
28 серпня 1816 року з зайняття фортеці Санта-Тереса почалося португальське вторгнення. Отримавши звістки про це, Артігас привів у дію розроблений план і рушив війська на північ, зав'язавши бої в Східних місіях. Уряд Монтевідео тим часом направив посланника в Буенос-Айрес, нагадуючи, що Східна провінція все-таки є частиною держави Об'єднані провінції Ріо-де-ла-Плати, і просячи допомоги у боротьбі з агресією. Верховний директор Хуан Мартін де Пуейредон погодився надати допомогу за умови, що Східна провінція визнає Тукуманський конгрес. Артігас, довідавшись про переговори, виступив різко проти того, щоб відмовитися від всього, за що він боровся, і тоді центральний уряд умив руки, залишивши бунтівній провінції самостійно розбиратися з іноземним вторгненням.
Тим часом основні сили португальців з боями просувалися вздовж узбережжя на південь і захід, і до кінця року сили Артігаса скоротилися вдвічі.

### 1817
На початку 1817 року португальці перейшли в наступ на півночі, звільнивши Східні місії і перенесли бойові дії на територію супротивника. Оскільки там перебували основні війська прихильників Артігаса, то вони змогли відповісти на португальський наступ контрударом, і бої йшли то по один, то по інший бік кордону, внаслідок чого було знищено значну територію. Однак на узбережжі основні сили португальців просувалися вперед і 20 січня 1817 року зайняли Монтевідео. В квітні 1817 року Артігас пішов у відставку з поста верховного командувача, і серед його генералів почалися суперечки за верховенство. Ряд губернаторів провінцій, що входили до Союзної ліги, вважаючи, що без допомоги центрального уряду Об'єднаних провінцій португальців не відбити, пішли на укладення договорів з Пуейредоном. Тоді як Артігас, вважаючи, що Пуейредон підтримує португальське вторгнення, 13 листопада 1817 року оголосив війну Буенос-Айресу.

### 1818
1818 року Артігас продовжував утримувати район річки Уругвай, не даючи з'єднатися північному і південному угрупованням португальських сил; спираючись на цей район він вів успішну партизанську війну на португальських комунікаціях. Щоб переломити ситуацію Лекор відправив на річку Уругвай португальську ескадру; центральний уряд Об'єднаних провінцій дозволив їй увійти в річку. До кінця року основні командувачі Артігаса були або вбиті, або взяті в полон, а під його контролем залишалися лише малонаселені землі північної частини сучасного Уругваю.

### 1819
На початку 1819 року громадянську війну в Об'єднаних провінціях спробував припинити один з найвизначніших лідерів визвольного руху Південної Америки — Хосе де Сан-Мартін, який надіслав особисті листи Артігасу і Пуейредону, але Пуейредон відмовився спілкуватися з Артігасом.
Артигас знову спробував реалізувати план 1816 року, і наказав північній армії вдертися в Східні місії, але португальці відбили цей напад.

### 1820
На початку 1820 року португальцям вдалося остаточно вибити сили Артігаса з територій на схід від ріки Уругвай.

## Підсумки і наслідки
На початку 1820 року війська провінцій Ентре-Ріос і Санта-Фе вирушили на південь і, розбивши сили центрального уряду Об'єднаних провінцій, встановили в країні нову владу, ближчу за духом до ідей федералізму. Об'єднані провінції визнавали Східну провінцію союзником, однак, всупереч вимогам Артігаса, не оголосили війни Португалії. Артігас з рештками своїх сил почав війну проти своїх колишніх союзників, але був розбитий і у вересні 1820 року відійшов у Парагвай. Португальці зібрали на окупованій території Східної смуги Сісплатинський конгрес, який у липні 1821 року проголосив приєднання цих земель до Бразилії як провінції Сісплатина. Об'єднані провінції Південної Америки не визнали цієї анексії, що через кілька років призвело до нової війни.